# Крупки
Крупки (біл. Крупкі) — місто в Мінській області Білорусі, центр Крупського района.